# Nun

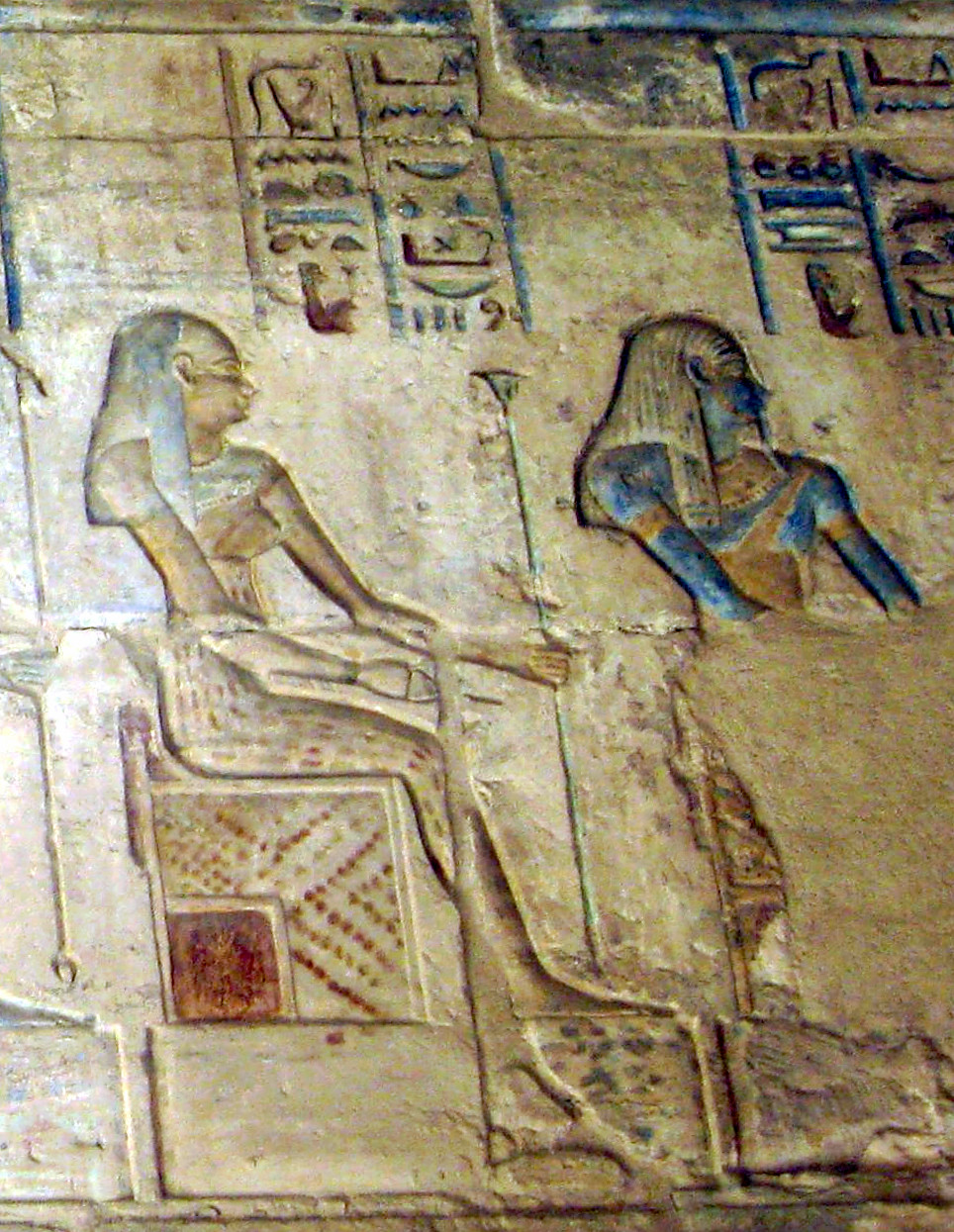
Nun i Naunet

Nun – w mitologii egipskiej pramateria, pierwszy materialny przejaw bytu, Nun jest przede wszystkim żywiołem kosmicznym. Jest on stworzeniem morza, na którym unosi się ziemia. Prawdopodobnie Nun był najpierw personifikowany w Hermopolis jako bóstwo męskie. Niekiedy, jako jedno z bóstw Ósemki, miewał głowę żaby. Jako najstarszy z bogów, pochodzący jeszcze z czasów chaosu, nosił przydomki "stary" i ojciec czasów. Jako personifikacja wód kosmicznych miał za atrybut głowę byka.
Nun to uosobienie praoceanu, czyli masy wód, wypełniającej cały wszechświat. Jest on symbolem prawd istniejących przed stworzeniem świata. To z niego wynurzył się prawzgórek nazywany Atum, co było jednocześnie początkiem świata.